# Interneuron

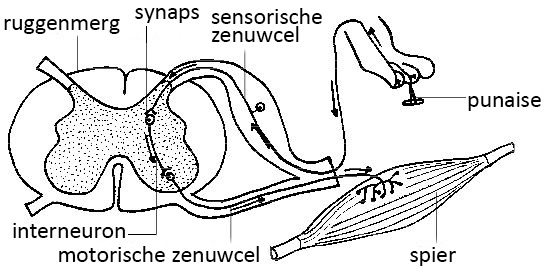
Reflexboog

Een interneuron, schakelcel of schakelzenuwcel is een zenuwcel die aan beide einden verbonden is met andere zenuwcellen. Schakelcellen dienen voor informatieoverdracht door middel van een actiepotentiaal en spelen een grote rol bij het creëren van een impulspatroon. Ze bevinden zich enkel in de hersenen, het ruggenmerg en het enterisch zenuwstelsel en liggen tussen sensorische en motorische neuronen in. Schakelcellen krijgen informatie van sensorische zenuwcellen en/of andere schakelcellen en geven informatie door aan motorische zenuwcellen en/of andere schakelcellen.
Geschat wordt dat de hersenen uit zo'n 100 miljard, 1011 schakelcellen bestaan met ieder gemiddeld 1000 synapsen.
Schakelcellen hebben in het volwassen brein van zoogdieren een functie bij reflexen, hersengolven, en neurogenese. Ze kunnen ingedeeld worden in de twee groepen:
- lokale schakelcellen. Ze hebben korte axonen en vormen schakelingen met nabijgelegen zenuwcellen voor het analyseren van kleine hoeveelheden informatie.[3]
- indirecte (relay) schakelcellen. Ze hebben lange axonen en verbinden zenuwcellen in het ene gebied met die in andere gebieden van de hersenen.[3] Door de interactie van schakelcellen kunnen de hersenen complexe functies uitvoeren zoals leren en het nemen van beslissingen.

## Functie
Schakelcellen in het centrale zenuwstelsel zijn voornamelijk remmend en gebruiken de neurotransmitters GABA, glycine, serotonine of dopamine.
De remmende schakelcellen kunnen een voorwaartse, achterwaartse of een presynaptische remming geven. Achterwaartsremmende schakelcellen in het ruggenmerg worden Renshaw-cellen genoemd en werken met glycine.
Er bestaan echter ook stimulerende schakelcellen die glutamaat in het centrale zenuwstelsel gebruiken en schakelcellen die neuromodulatoren zoals acetylcholine of noradrenaline afgeven.

## Structuur
In tegenstelling tot het perifere zenuwstelsel bevat het centrale zenuwstelsel veel schakelcellen. In de neocortex (ongeveer omvat deze 80% van de menselijke hersenen) bestaan bij benadering 20-30% van de zenuwcellen uit schakelcellen.
Onderzoek naar de moleculaire diversiteit van zenuwcellen wordt belemmerd door het onvermogen om celpopulaties die op verschillende tijdstippen zijn ontstaan te isoleren voor genexpressieanalyse. Een effectief middel om huidschakelcellen te identificeren is het vaststellen van de neuronale datum van ontstaan. Dit kan worden bereikt met behulp van nucleosideanaloga zoals EdU.
In 2008 is een nomenclatuur voor de beschrijving van de anatomische, fysiologishe en moleculaire eigenschappen van de GABA (gamma-aminoboterzuur)-ergische corticale schakelcellen voorgesteld, genaamd Petilla terminology.

### Ruggenmerg
- Spinaal interneuron

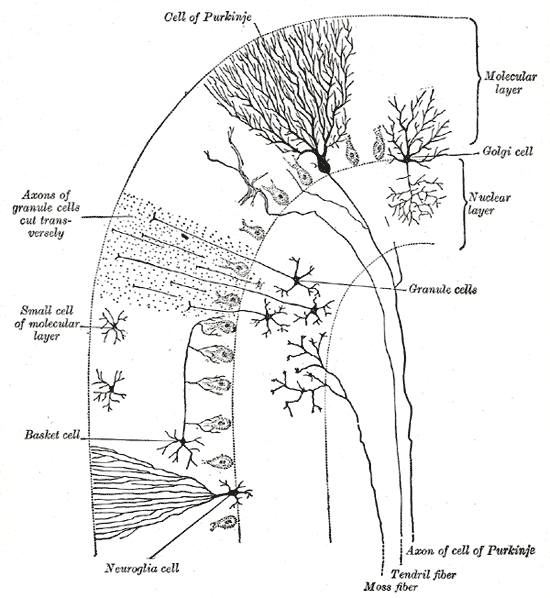
Dwarsdoorsnede van de folia van de kleine hersenen: folia zijn de aan het oppervlak van de kleine hersenen zittende kleine plooien.

  - 1a Activeert spierspoeltjes: Komt voor in Lamina VII. Is verantwoordelijk voor het remmen van de antagonist (de motorische zenuwcel}.
  - 1b Remmend neuron: Komt voor in Lamina V, VI, VII. Beïnvloedt een sensorische zenuwcel of activeert het Golgi-peeslichaampje.

### Cortex
- Parvalbumine-expres interneuronen
- CCK-expres interneurons
- VIP-expres interneurons
- SOM-expres interneurons[9]

### Cerebellum
- Stratum moleculare, korfcellen, stercellen
- Golgi-cellen
- Korrelcellen
- Lugarocellen
- Unipolaire borstelcellen

### Striatum
- Parvalbumine-expres interneuronen[10]
- Cholinergene interneurons[11][12]
- Tyrosinehydroxylase-expres interneurons[13]
- Calretinine-expres interneurons[14]
- Stikstofmonoxide-synthase-expres interneurons[14]